# Ettenheim
Ettenheim är en stad i Ortenaukreis i regionen Südlicher Oberrhein i Regierungsbezirk Freiburg i förbundslandet Baden-Württemberg i Tyskland.
Staden ingår i kommunalförbundet Ettenheim tillsammans med staden Mahlberg samt kommunerna Kappel-Grafenhausen, Ringsheim och Rust.
Ettenheim tillhörde fram till 1803 biskopsdömet Strassburg. I Ettenheim lät Napoleon 15 mars 1804 häkta hertigen av Enghien.